# دور از دسترس
دور از دسترس (به انگلیسی: Beyond the Reach) نام فیلمی ماجراجویانه و مهیج محصول سال ۲۰۱۴ ایالات متحده آمریکا می‌باشد. کارگردان فیلم ژان-باپتیست لئونتی و نویسنده‌اش استیون ساسکو می‌باشد. داستان آن بر مبنای کتاب تماشای مرگ نوشتهٔ راب وایت در سال ۱۹۷۲ می‌باشد. هنرپیشگانی چون مایکل داگلاس، جرمی ایروین و رانی کاکس در این فیلم ایفای نقش می‌کنند.

## داستان
یک سرمایه‌دار خودنما و بی‌رحم به نام جان مدک (با بازی مایکل داگلاس) به نیومکزیکو می‌آید و با رشوه دادن به کلانتر محلی قصد شکار یک گوسفند شاخ‌بزرگ کویری را دارد. کلانتر از راهنمای جوانی به نام بن درخواست می‌کند تا او را به شکار ببرد. در جین شکار مدک اشتباهاً مردی را با تیر می‌کشد. او می‌کوشد تا برای لاپوشانی این ماجرا بدو رشوه دهد ولی زمانی که مقاومت بن را می‌بیند بی‌رحمانه سعی می‌کند او را زیر آفتاب سوزان صحرا رها کند تا بمیرد و کل این جریان را بتواند مخدوش جلوه دهد؛ ولی همه چیز مطابق انتظار مدک پیش نمی‌رود.